# واژه‌نامه کانگ‌شی

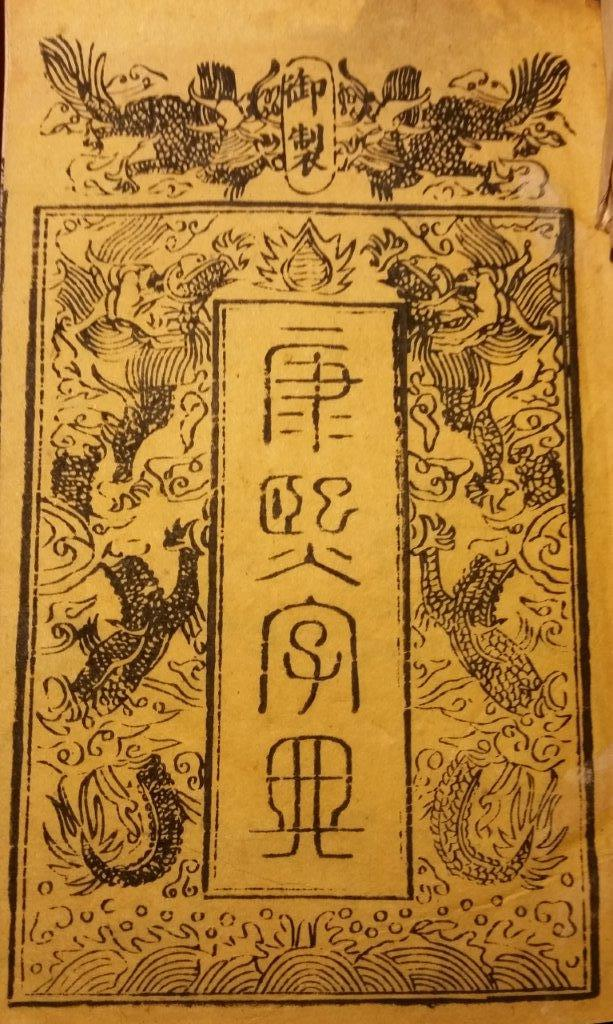
فرهنگ لغت کانگ‌شی، ویرایش سوم. (سال ۱۸۲۷)

واژه‌نامه کانگشی (به انگلیسی: Kangxi Dictionary) (به چینی: 康熙字典) واژه‌نامه چینی معیار در طول سده‌های ۱۸ و ۱۹ است. امپراتور کانگ‌شی از دودمان چینگ، دستور تهیه آن را در سال ۱۷۱۰ صادر کرد.
این واژه‌نامه، بزرگترین واژه‌نامه سنتی و شامل ۴۷۰۳۵ کاراکتر بود. حدود ۴۰ درصد از آنها گرافیکی هستند. درحالی که بقیه مرده، قدیمی یا فقط یکبار پیدا شده‌اند. کمتر از یک چهارم کاراکترهای موجود در آن، در حال حاضر رایج هستند. واژه‌نامه انگلیسی ساموئل جانسون (سال ۱۷۵۵) دارای ۴۲۰۰۰ و واژه‌نامه آمریکایی زبان انگلیسی (سال ۱۸۲۸) دارای ۷۲۰۰۰ بود.

## ساختار

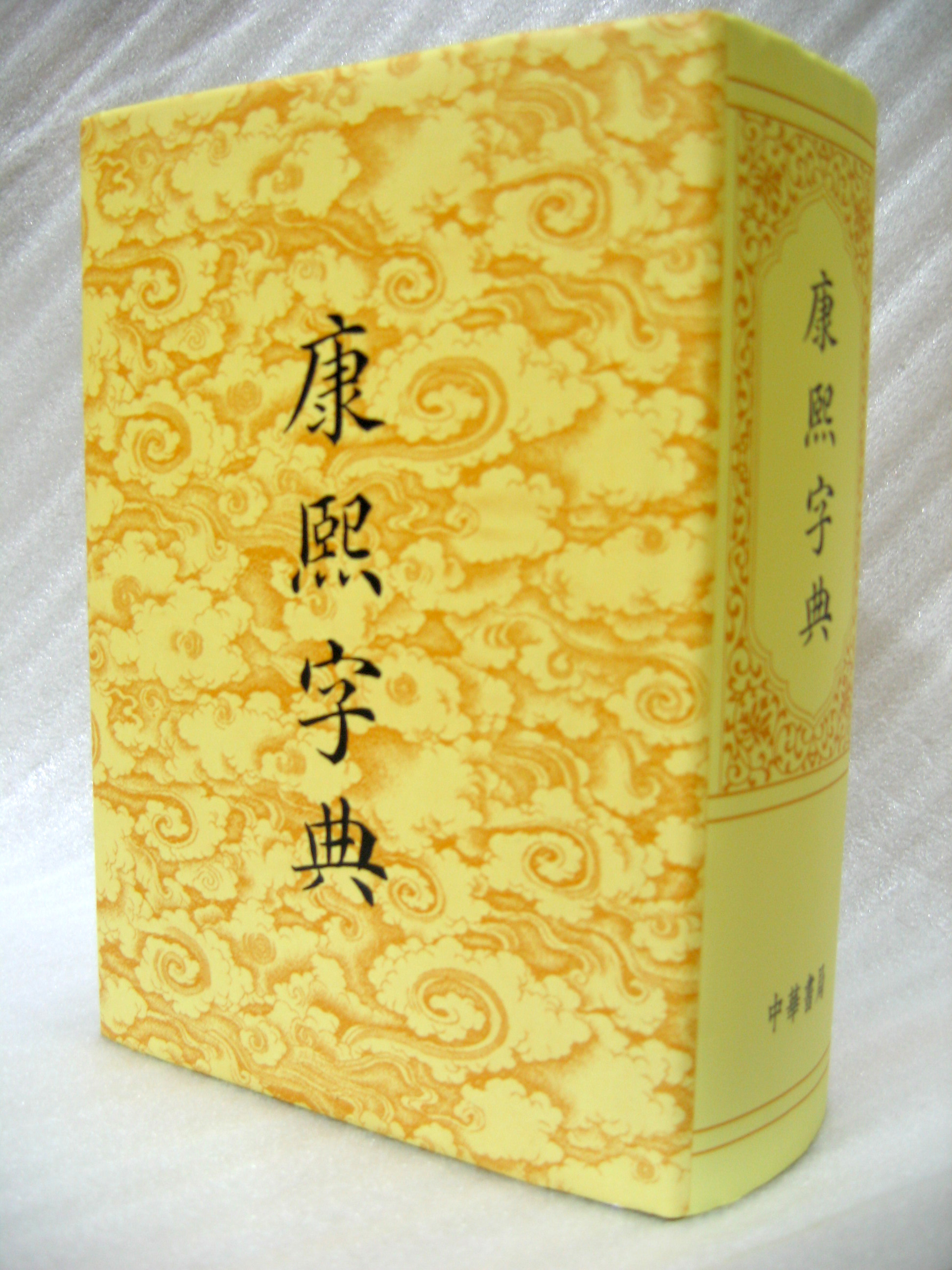
فرهنگ لغت کانگ‌شی

- پیش‌گفتار امپراتور کانگ‌شی: صفحات ۱ تا ۶ (御製序)
- یادداشت‌ها: صفحات ۷ تا ۱۲ (凡例)
- واج‌شناسی: صفحات ۱۳ تا ۴۰ (等韻)
- فهرست مطالب: صفحات ۴۱ تا ۴۹ (總目)
- فهرست کاراکترها: صفحات ۵۰ تا ۷۱ (檢字)
- واژه‌نامه مناسب: صفحات ۷۵ تا ۱۶۳۱
  - متن اصلی: صفحات ۷۵ تا ۱۵۳۸
  - مطالب پیوست: صفحات ۱۵۳۹ تا ۱۵۴۴ (補遺)
  - متن پیوست: صفحات ۱۵۴۵ تا ۱۵۷۶
  - مطالب پیوست: صفحات ۱۵۷۷ تا ۱۵۸۳ (備考)
  - متن پیوست: صفحات ۱۵۸۵ تا ۱۶۳۱
- پی‌نوشت: صفحات ۱۶۳۳ تا ۱۶۳۵ (後記)
- تحقیق متنی: صفحات ۱۶۳۷ تا ۱۶۸۳ (考證)